# Psychotria brachyanthoides
Psychotria brachyanthoides är en måreväxtart som beskrevs av De Wild.. Psychotria brachyanthoides ingår i släktet Psychotria och familjen måreväxter. Inga underarter finns listade i Catalogue of Life.